# 알렉스 바레시

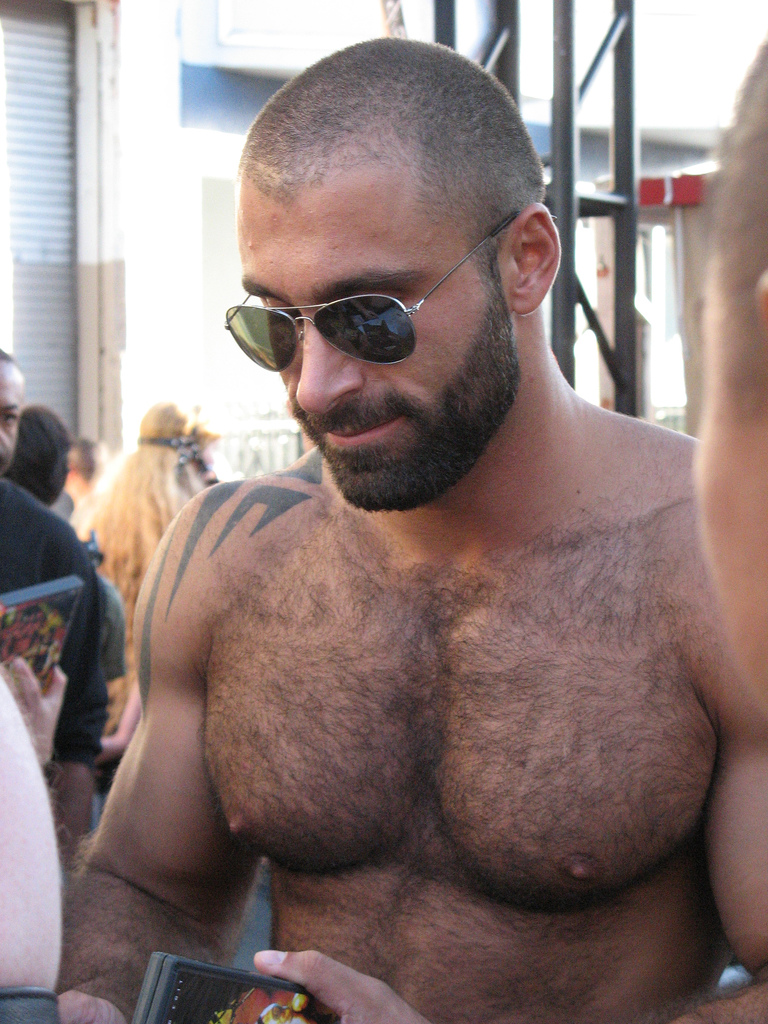
알렉스 바레시

알렉스 바레시(Alex Baresi, 1979년 2월 5일 ~ )는 이탈리아의 포르노 배우로, 게이 포르노에 종사한다.